# Manfred Stephan
Manfred Stephan (* 29. September 1957 in Thale) ist ein deutscher Politiker (SPD, fraktionslos). Er war von 1998 bis 2002 Mitglied im Landtag Sachsen-Anhalt.

## Ausbildung und Leben
Manfred Stephan besuchte 1964 bis 1974 die POS und machte 1974 bis 1976 eine Facharbeiterausbildung zum Elektromonteur. 1976 bis 1990 arbeitete er als Elektromonteur im Eisen- und Hüttenwerk Thale. Seit der Wende 1990 war er selbstständig.
Manfred Stephan ist verheiratet.

## Politik
Manfred Stephan war in der DDR parteilos und zwischen 1994 und  Februar 2001 Mitglied der SPD. Seit 1994 war er Mitglied des Stadtrates der Stadt Thale. Er wurde bei der Landtagswahl in Sachsen-Anhalt 1998 im Wahlkreis 32 (Landtagswahlkreis Quedlinburg) direkt  in den Landtag gewählt. Am 28. Februar 2001 trat er aus der SPD-Fraktion aus und war danach  fraktionslos.